# Milon's Secret Castle
Milon's Secret Castle est un jeu vidéo d'action-plates-formes édité et développé par Hudson Soft. Il est sorti en 1986 sur Famicom au Japon et sur Nintendo Entertainment System en Amérique du Nord.

## Série
1. Milon's Secret Castle (1986, NES)
2. DoReMi Fantasy: Milon no DokiDoki Daibōken (1996, Super Nintendo)